# Veszprém vasútállomás
Veszprém vasútállomás egy Veszprém vármegyei vasútállomás, Veszprém településen, a GYSEV üzemeltetésében.
A belvárostól bő 3 kilométerre északra helyezkedik el, közúti elérését a 830-as főútból (a várost elkerülő körgyűrű északi szakaszából) kiágazó 83 302-es számú mellékút teszi lehetővé. Az állomás aluljáróját és szélesperonját 1998-ban adták át. Helyközi és helyi buszjáratok egyaránt érintik.

## Vasútvonalak
Az állomást az alábbi vasútvonalak érintik:
- Győr–Veszprém-vasútvonal
- Székesfehérvár–Szombathely-vasútvonal
- Lepsény–Hajmáskér-vasútvonal

## Kapcsolódó állomások
A vasútállomáshoz az alábbi állomások vannak a legközelebb:
- Eplény vasútállomás (Győr vasútállomás, Győr–Veszprém-vasútvonal)
- Hajmáskér vasútállomás (Székesfehérvár vasútállomás, Székesfehérvár–Szombathely-vasútvonal)
- Márkó megállóhely (Szombathely vasútállomás, Székesfehérvár–Szombathely-vasútvonal)

## Forgalom
| Járat                          | Útvonal | Gyakoriság                   |
| ------------------------------ | --- | ---------------------------- |
| személyvonat                   | Győr – Győr-Gyárváros – Győrszabadhegy – Nyúl – Pannonhalma – Tarjánpuszta – Győrasszonyfa – Veszprémvarsány – Bakonygyirót – Bakonyszentlászló – Vinye – Porva-Csesznek – Zirc – Eplény – Veszprém | 2 óránként                   |
| személyvonat                   | Veszprém – Márkó – Herend – Szentgál – Városlőd – Városlőd-Kislőd – Ajka – Ajka-Gyártelep – Devecser – Somlóvásárhely – Tüskevár – Karakószörcsök – Kerta – Boba – Nemeskocs – Celldömölk – Kemenesmihályfa – Nagysimonyi – Ostffyasszonyfa – Sárvár – Porpác – Vép – Szombathely | Napi 3-4 pár                 |
| személyvonat                   | Budapest-Déli – Budapest-Kelenföld (← Gárdony) – Székesfehérvár – Várpalota – Pétfürdő – Öskü – Hajmáskér – Veszprém – Ajka (← Ajka-Gyártelep ← Devecser ← Somlóvásárhely ← Tüskevár ← Karakószörcsök ← Kerta ← Boba ← Nemeskocs ← Celldömölk) | Napi 1 pár                   |
| személyvonat                   | Székesfehérvár – Várpalota – Pétfürdő – Öskü – Hajmáskér – Veszprém | Napi 1 pár                   |
| személyvonat                   | Budapest-Déli – Budapest-Kelenföld – (Érd alsó → Velence –) Székesfehérvár – Várpalota – Pétfürdő – Öskü – Hajmáskér – Veszprém | Napi 2-5 pár                 |
| személyvonat                   | Veszprém → Hajmáskér → Öskü → Pétfürdő → Várpalota → Székesfehérvár → Gárdony → Martonvásár → Érd alsó → Budapest-Kelenföld → Budapest-Déli | Munkanapokon 1 Budapest felé |
| Citadella nemzetközi InterCity | Budapest-Déli – Budapest-Kelenföld – Székesfehérvár – Várpalota – Pétfürdő – Veszprém – Ajka – Jánosháza – Ukk – Zalabér-Batyk – Zalaszentiván – Zalaegerszeg – Zalalövő – Őriszentpéter – Hodoš (Őrihodos) – (Mačkovci (Mátyásdomb) →) Murska Sobota (Muraszombat) – Lipovci (Hársliget) – Ljutomer mesto (← Ivanjkovci) – Ormoz (Ormosd) – Ptuj – Pragersko (Pragerhof)– Celje – Laško – (Rimske Toplice →) Zidani Most – Trbovlje – Zagorje – (Litija →) Ljubljana | Napi 1 pár                   |
| Göcsej InterCity               | Budapest-Déli – Budapest-Kelenföld – Székesfehérvár – Várpalota – Pétfürdő – Veszprém – Ajka – Jánosháza – Ukk – Zalabér-Batyk – Zalaszentiván – Zalaegerszeg | 2 óránként                   |
| Bakony InterCity               | Budapest-Déli – Budapest-Kelenföld – Székesfehérvár – Várpalota – Pétfürdő – Öskü – Hajmáskér – Veszprém – Ajka – Devecser – Boba – Celldömölk – Sárvár – Szombathely | 2 óránként                   |

## Megközelítése helyi közlekedéssel
1, 2, 3, 4, 5, 10, 10A, 11, 14E, 20, 21
A vasútállomást az autóbusz-pályaudvarral a következő helyi járatok kötik össze: 1, 2, 3, 4, 10, 10 , 14E, 20.